# Гришин Віктор Васильович
Віктор Васильович Гришин (нар. 18 вересня 1914, місто Серпухов, Московська губернія, Російська імперія — 25 травня 1992, місто Москва, Росія) — радянський партійний і державний діяч, 1-й секретар Московського міського комітету КПРС (1967—1985). Член ЦК КПРС в 1952—1986 р. Кандидат у члени Президії (Політбюро) ЦК КПРС 18 січня 1961 — 9 квітня 1971 р. Член Політбюро ЦК КПРС 9 квітня 1971 — 18 лютого 1986 р. Депутат Верховної Ради РРФСР (1963—1987). Депутат Верховної Ради СРСР 3—10-го скликань (1953—1987). Член Президії Верховної Ради СРСР (1967—1987). Двічі Герой Соціалістичної Праці (17.09.1974, 17.09.1984).

## Біографія
Народився у родині робітника. Дитинство провів у селі Нефьодово Серпуховського району Московської губернії.
У 1928 році закінчив Серпуховську залізничну школу, а у 1933 році — Московський геодезичний технікум. У 1933—1934 роках працював техніком-землеміром, потім топографом в Серпуховському районному земельному відділі Московської області.
Після закінчення в 1937 році Московського технікуму паровозного господарства імені Ф. Е. Дзержинського працював майстром, заступником начальника Серпуховського паровозного депо.
З 1938 по 1940 рік служив у Червоній армії, був заступником політрука роти.
Член ВКП(б) з 1939 року.
Після демобілізації, з 1940 по квітень 1941 працював заступником начальника Серпуховського паровозного депо. У квітні 1941 року обраний секретарем парткому залізничного вузла станції Серпухов Московської області. Заочно навчався у Вищій партійній школі при ЦК ВКП(б).
З січня 1942 року по 1950 рік — секретар, 2-й, 1-й секретар Серпуховського міського комітету ВКП(б) Московської області.
У 1950 — вересні 1952 року — завідувач відділу машинобудування Московського обласного комітету ВКП(б).
У вересні 1952 — 26 січня 1956 року — 2-й секретар Московського обласного комітету КПРС.
З 16 березня 1956 року по 11 липня 1967 року — голова Всесоюзної центральної ради професійних спілок (ВЦРПС). Змінив на цій посаді Миколу Шверника, обраного головою Комісії партійного контролю при ЦК КПРС. З 1956 по 1967 роки — віцеголова Всесвітньої федерації профспілок. Був керівником делегацій радянських профспілок на 4-му (1957 рік), 5-м (1961 рік), 6-му (1965 рік) Всесвітніх конгресах профспілок.
У 1952—1986 роках — член ЦК КПРС. Делегат XIX, XX, XXI (позачергового), XXII, XXIII, XXIV, XXV і XXVI з'їздів КПРС. З 1961 року — кандидат у члени, в 1971—1986 роках — член Політбюро ЦК КПРС.
З 27 червня 1967 року по 24 грудня 1985 року — 1-й секретар Московського міського комітету КПРС.
Після приходу до влади Горбачова, 18 лютого 1986 року Пленум ЦК КПРС звільнив Гришина від обов'язків члена Політбюро ЦК у зв'язку з виходом на пенсію.
З січня 1986 року по серпень 1987 року — державний радник Президії Верховної Ради СРСР.
З серпня 1987 року — персональний пенсіонер союзного значення у місті Москві.
Раптово помер від інфаркту 25 травня 1992 року у Пресненському райсоцзабезі міста Москви, куди прийшов переоформити пенсію. Похований на Новодівочому цвинтарі Москви.

## Нагороди і пам'ять
- двічі Герой Соціалістичної Праці (17.09.1974, 17.09.1984)
- п'ять орденів Леніна (6.12.1957, 17.09.1964, 2.12.1971, 17.09.1974, 17.09.1984)
- орден Вітчизняної війни 1-го ступеня (23.04.1985)
- орден Дружби народів (30.09.1980)
- орден «Знак Пошани» (30.07.1942)
- медалі
- У Серпухові на площі князя Володимира Хороброго (в минулому — Радянській) за життя був встановлений бюст Гришина як двічі Героя Соціалістичної Праці.